# Karel Vejmelka
Karel Vejmelka (Třebíč, República Checa, 25 de mayo de 1996) es un jugador profesional checo de hockey sobre hielo que se desempeña en la posición de guardameta en Utah Hockey Club, equipo de la National Hockey League (NHL).

## Carrera
Fue seleccionado en la quinta ronda en la NHL Entry Draft de 2015. En 2021 hizo su debut profesional con el equipo Arizona Coyotes, donde lleva jugando tres temporadas.
Poco después del final de la temporada regular 2023-24 , la franquicia de los Coyotes se suspendió y los activos del equipo se transfirieron posteriormente al Utah Hockey Club de expansión; como resultado, Vejmelka se convirtió en miembro del equipo de Utah.